# 焦拉島

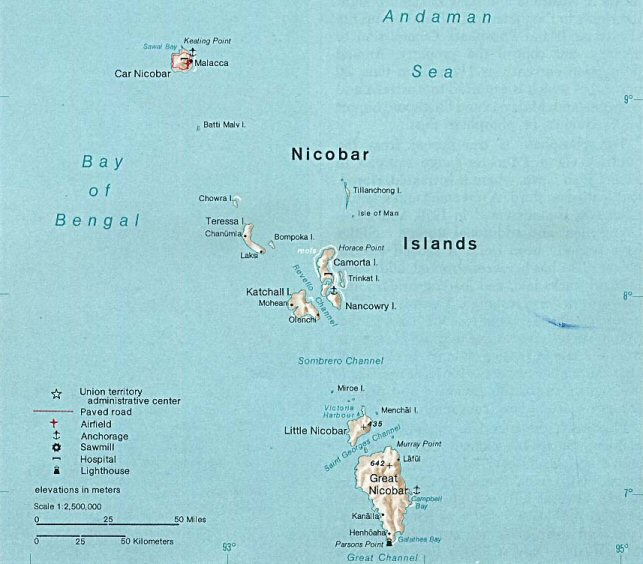

焦拉島是印度的島嶼，位於印度洋海域，屬於尼科巴群島的一部分，長2.5公里、寬2公里，面積8.28平方公里，最高點海拔高度104.5米，2001年人口1,336。